# Millenniumsdorf

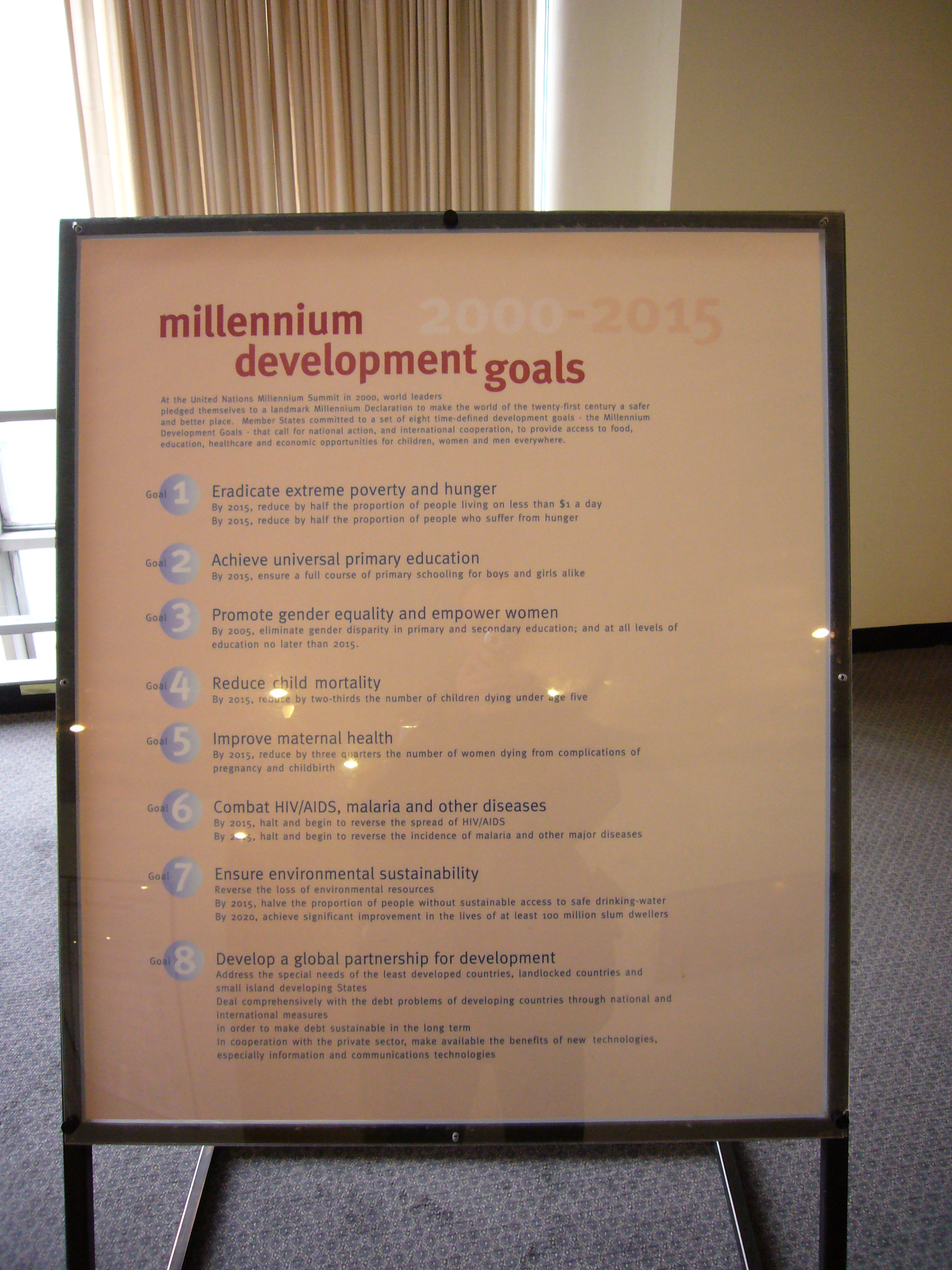
Die Millenniumsziele der UN

Das Entwicklungshilfeprojekt (engl. Millennium Villages) umfasst 12 Dorfgruppen mit etwa 80 Dörfern in Afrika, in denen die Millenniumsziele der Vereinten Nationen beispielhaft umgesetzt werden sollen. Es wird unter der Leitung von Jeffrey Sachs vom Earth Institute der Columbia University, der US-amerikanischen Organisation Millennium Promise und dem Entwicklungsprogramm der Vereinten Nationen durchgeführt.

## Konzept
Dabei erhalten die Dörfer jeweils während fünf Jahren umfangreiche Entwicklungshilfe in den Bereichen Ernährung/Landwirtschaft, Bildung, Gesundheit und Infrastruktur in Höhe von 110 US-Dollar pro Kopf, wovon 70 USD von internationalen Spendern und 40 USD von lokalen Behörden und den Dorfbewohnern selbst aufgebracht werden. Dies entspricht der Theorie Sachs’, wonach Entwicklungszusammenarbeit in allen Problembereichen gleichzeitig ansetzen sollte („integrierte Entwicklung“). Es wird eng mit lokalen Behörden und der betroffenen Bevölkerung zusammengearbeitet. Die Hilfe soll über die fünf Jahre hinaus nachhaltig wirken, die Erfahrungen in den Millenniumsdörfern sollen der weiteren Umsetzung der Millenniumsziele zugutekommen. Die Umsetzung des Projekts begann 2004 in Sauri in Westkenia.

### Lage der Orte
Die Dörfer liegen in 12 verschiedenen agroökologischen Zonen Afrikas jeweils in armen Regionen ihrer Länder. Es handelt sich um
- Sauri im Westen und Dertu im Osten Kenias,
- Koraro in Nordäthiopien,
- Ruhiira in Uganda,
- Mayange in Ruanda,
- Mbola in Tansania,
- Mwandama in Malawi,
- Potou an der Küste Senegals,
- Tiby im Süden und Toya im Norden Malis,
- Pampaida im Norden und Ikaram im Südwesten Nigerias und
- Bonsaado in Ghana.

## Auswirkungen
Während die Initiatoren der Millenniumsdörfer von signifikanten Erfolgen sprechen, die sich aus Vorher-Nachher-Vergleichen ergeben hätten, zeigen Vergleiche mit den Fortschritten von Nicht-Millennium-Nachbarsdörfern deutlich bescheidenere Erfolge. Wissenschaftlern zufolge ist eine Analyse der Auswirkungen der Millenniumsdörfer aus folgenden Gründen unmöglich: Die Treatment-Dörfer wurden ebenso wie die Dörfer der Kontrollgruppe nicht zufällig ausgewählt, es fehlen Baseline-Daten der Kontrollgruppe, die Stichprobenzahl ist sehr gering, und der Zeitrahmen ist sehr kurz. Die Journalistin Nina Munk hat das Projekt über insgesamt sechs Jahre begleitet – nach eigener Auskunft zunächst mit Begeisterung. In ihrem Buch "The Idealist" zeichnet sie dann aber ein zunehmend skeptisches Porträt über Jeffrey Sachs und beschreibt die Zustände in den von ihr nach Beendigung des Projekts besuchten Millenniumdörfern als desolat.